# 三島・大山祇信仰

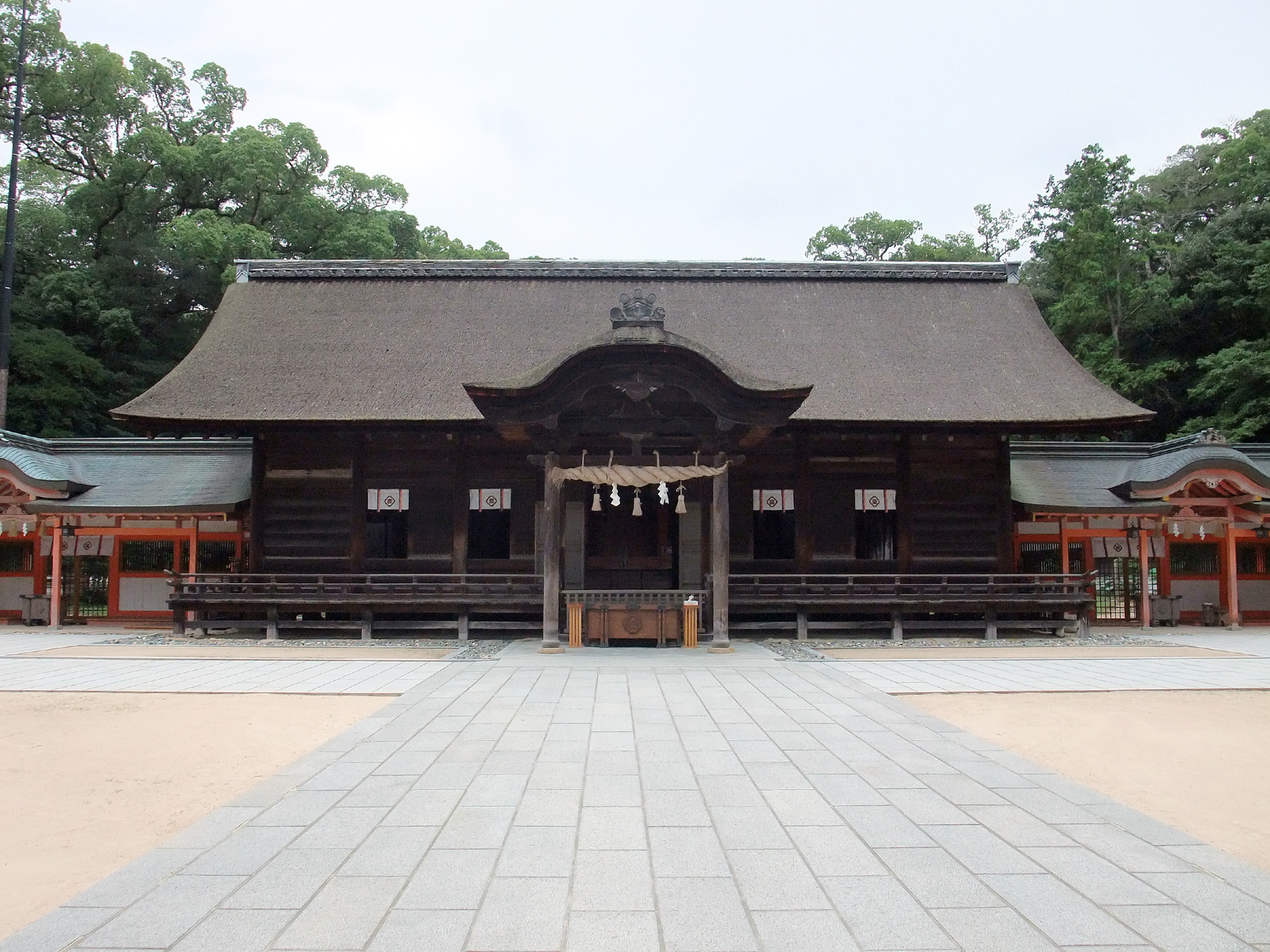
大山祇神社

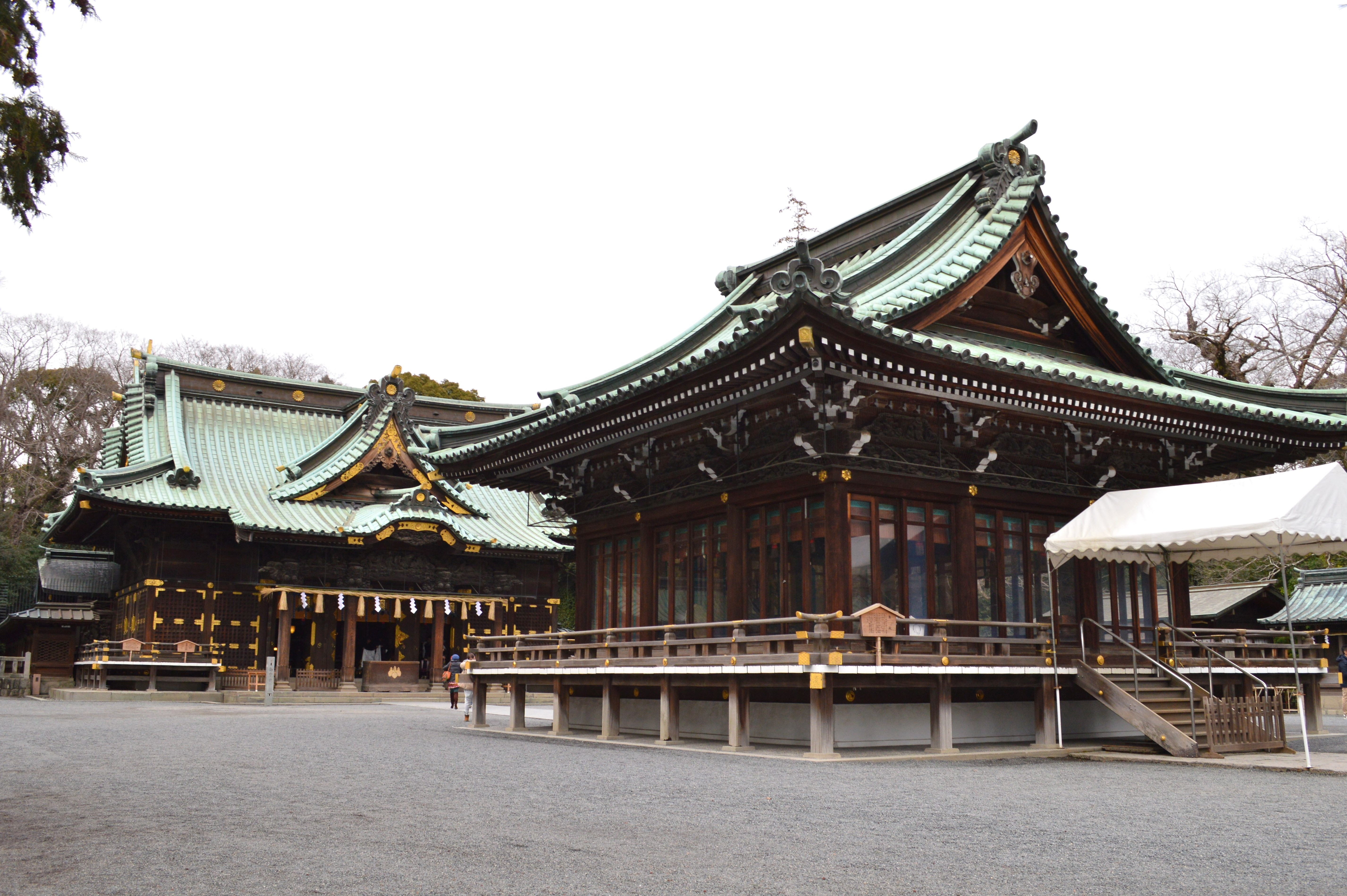
三嶋大社

三島・大山祇信仰（みしま・おおやまづみしんこう）は、愛媛県大三島の大山祇神社と静岡県の三嶋大社を中心とする、神道の信仰である。山の神、海の神、武神、農業神、酒造神、鉱山神などとして信仰される。

## 概要
三島神社（三嶋神社）や、大山祇神社（大山積神社）を称す神社に代表される。この2つの名称を持つ神社だけで、全国に700～1300社程度存在する。北海道から鹿児島県の44都道府県に存在するが、信仰圏として西四国から九州にかけて、あるいは関東地方周縁部（福島県、新潟県、静岡県）に多数の神社がみられる。大三島の大山祇神社がある愛媛県には特に濃厚に分布し、三島神社だけで100社を越えている。信仰系列別では同県の神社で最多の信仰である。次いで福岡県、高知県にも多くみられる。
古くから三島神とされた大山祇神は、本来山をつかさどる神であるが、大山祇神社は島である大三島に鎮座し、三嶋大社もかつては伊豆諸島に鎮座したとされる。このため、航海守護、造島神として海との関わりも強い。
平安時代中期以降は、河野氏や源氏をはじめとした武家から崇敬を受け、武神として著名であった。吾妻鏡には、源頼朝が挙兵にあたって、三嶋大社に祈願したことが記されており、大三島の大山祇神社には全国の国宝・重要文化財の武具・甲冑のうち4割が集積する。農業神として、雨乞いの記録も多数残る。
全国に分布する三島神社は、勧請元により大きく伊予系と伊豆系に分けられるが、古来からの鎮座やどちらとも言えない神社、両社から勧請したと伝えるもの、両社を同一視する神社など様々であり、体系化はされていない。三嶋大社の祭神が大山祇命から事代主神に変更される明治時代まで、三嶋大社は大三島の大山祇神社に由来するとされており、相互に影響を与えていた。鎌倉時代の『春の深山路』には、お互いに相手を本社としている旨の記述がある。2023年現在、大三島の大山祇神社が大山積神を、三嶋大社が再度の祭神変更を経て大山祇命と事代主神の両神を総じて、三島大明神ないし三島神として祀る。

## 祭神
現在の祭神は、大三島の大山祇神社が大山積神、三嶋大社が大山祇命と積羽八重事代主神である。大山祇神社や伊予系の三島神社では大山祇神を、伊豆系の三島神社では、大山祇神か事代主神のどちらかを単独で、あるいは両神を併せて祭ることが多い。大山積神(命)や大山祇神(命)の他、大山津見神、大山住神、大山都見神などの表記も見られる。
三嶋大社及び伊豆系の三島神社でも、江戸時代以前は大山祇命が祭神であり、事代主神が祭られるようになったのは明治時代以降である。この変更については批判もあり、三嶋大社では、1952年に大山祇命と事代主神の両神を総じて、三島大明神ないし三島神として祀る形に再度変更している。明治以降の三嶋大社祭神変更についての詳細は、三嶋大社#祭神についてを参照のこと。
三島神を何の神とするかはこの他にも諸説あり、大山祇神説、事代主神説の他に、賀茂神社と同一神説、伊豆諸島の神説などの説が存在する。
これらの解釈として、伊予国に奉られていた大山祇神に、摂津から来た和多志大神が習合して成立したのが伊予の三島神、伊豆諸島造島の神が大山祇神とされ、更に三島の地に遷座した後、当地で奉られていた水神と習合したのが伊豆の三島神といった説もある。
中世以前の文献に見られる記述のうち、代表的なものを列記する
- 『伊予国風土記』 - 御島（三島）の神は大山積神
- 『延喜式神名帳』 - 伊予国越智郡の名神大社として「大山積神社」（三嶋大社は「伊豆三島神社」表記）
- 『東関紀行』『源平盛衰記』『神道集』 - 伊豆の三島神は伊予から来た
- 『二十一社記』『春の深山路』 - 伊予の三島神と伊豆の三島神は同じ
- 『釈日本紀』『日本書紀纂疏』『大日本国一宮記』 - 伊予の三島神と伊豆の三島神は大山祇神
- 『二十二社本縁』 - 伊予の三島神と伊豆の三島神は事代主神（事代主神説の根拠となっているが、底本である『二十一社記』を書き写した際の誤植とされる[12]）

## 歴史
大山祇神社や三嶋大社の創建由緒については各記事を参照。何れも遷座説があるが、2社とも島内や伊豆内での遷座について否定的である。
社伝などを除いた史料での文献初出は、『新抄格勅符抄』（806年成立）に、758年に伊豆三島神に封戸を授けた旨が記録されている。『伊予国風土記』（748年までに成立か）にも御嶋（三島）の神は大山積神といった記述があるが、風土記自体は散逸しており、鎌倉時代末期の『釈日本紀』に引用された逸文である。『伊豆国風土記』も逸書で、僅かな逸文にも伊豆三島神についての記述は無い。『丹後旧事記』によると、『丹後国風土記』が三嶋田神社について言及していたようだが、これも失われている。
そのほか平安期に成立した文献では、地名としての三島が『倭名類聚抄』を初め各地に多数見られる。幾つかの歌集は三島神について詠んだ歌を収録しており、『実方集』が「みしまのかみ」、『能因集』『金葉和歌集』も伊予の三島神（大山祇神社）についての歌を収録する。『後拾遺和歌集』にも、伊予三島明神の東遊について詠まれた歌がある。『俊頼髄脳』、『大鏡』も伊予の三島神の話が収録されている。

### 六国史
六国史には、大山積神社と伊豆三島神社、三嶋鴨神社の3社が見える。うち伊予国大山積神は、766年に従四位下（続日本紀）を授けられた後順次昇叙し、875年には正二位に達した（日本三代実録）。
伊豆国三島神は832年に神異を示したとして、名神に預かっている。ただしこの記述がある『日本後紀』（792-833年について記述）は大半が散逸しており、『釈日本紀』に引用された逸文である。この頃に従五位下の叙位が推測される。850年に従五位上を授かると（日本文徳天皇実録）、短期間のうちに急激に神階を増し、868年に従三位となった（類聚国史）。
884年には摂津国三島神にも従五位下が授けられた（日本三代実録）。
六国史以後は、大山積神社が897年に、伊豆三島神社は1343年の伊豆国神階帳までに正一位に達したとされる。

### 延喜式神名帳
927年に成立した延喜式神名帳には、
- 伊予国越智郡の名神大社「大山積神社」 - 現:大三島の大山祇神社
- 伊豆国賀茂郡の名神大社「伊豆三島神社」 - 現:三嶋大社の前身と考えられるが、同一ではなく遷座説や新宮勧請説がある。
- 越後国三島郡の「三島神社」 - 柏崎市の三島神社と考えられるが、遷座説がある。
- 丹後国熊野郡の「三島田神社」 - 現：三嶋田神社
- 摂津国島下郡の「三嶋鴨神社」 - 鴨神社または三島鴨神社のいずれかとされる。

など、大山積や三島の名を冠する神社が見える。また、近江国高嶋郡の箕島神社（現：箕島神社か）も三島・大山祇信仰の神社とされる。

## 三島・大山祇信仰の神社
大三島の大山祇神社を本社とする場合は、三島神社、大山祇神社などを称し、三嶋大社を本社とする場合は三島神社を称する傾向がある。ただし例外も多く体系化されたものではない。
三島神社は全国に400社前後存在し、愛媛県に111社、静岡県に36社などとなっている。大山祇神社も全国に293～897社、あるいは960社存在するとされ、福岡県に43社、福島県36社とある。その他関係する名称として、山祇神社が78社（高知県、長崎県、福岡県など）、大山神社が42社（広島県、高知県、島根県など）、山住神社7社（静岡県など）などが見られる。
大山祇神を主祭神とする神社は、このほかに山神社（1､133社）などが存在する。更に相殿や境内社等も含めると、大山祇神を何らかの形で祀る神社は7000～10000にも達するとされ、これらも形式的には大三島の大山祇神社が総本社とされる場合がある。ただしこれは、祭神を通じた形式的なものであり、三島・大山祇信仰との関連は強いものから薄いものまで様々である。例えば、大山祇神を祭る十二社（438社）の十二社信仰は、三島・大山祇信仰と関係が薄い。一方、大山祇神を高い頻度で配神する浅間神社（397社）の浅間信仰は、その祭祀に三島神と浅間神の親子関係が背景にある。

### 主な神社
三島・大山祇信仰の神社のうち、別表神社及び旧府県社、その他著名な神社の一覧である。一覧以外の神社は大山祇神社 (曖昧さ回避)及び三島神社、山神社、オオヤマツミ#オオヤマツミを祀る神社などを参照。
総本社
- 大山祇神社（愛媛県今治市大三島）
- 三嶋大社（静岡県三島市）

三島神社
- 三島神社（新潟県柏崎市） - 伊予系
- 三島神社（愛媛県四国中央市） - 伊予系
- 三島神社（愛媛県八幡浜市） - 伊予系
- 三島神社（愛媛県西予市） - 伊予系
- 阿沼美神社（愛媛県松山市） - 伊予系
- 末廣神社（大分県玖珠町） - 伊予系
- 八心大市比古神社（富山県黒部市）

大山祇神社・山祇神社
- 大山祇神社（新潟県佐渡市） - 伊予系
- 山住神社（静岡県浜松市） - 伊予系
- 大山祇神社（愛媛県今治市石井） - 伊予系
- 別宮大山祇神社（愛媛県今治市別宮） - 伊予系

その他
- 一宮神社（愛媛県新居浜市） - 伊予系
- 黒嶋神宮（愛媛県新居浜市） - 伊予系
- 高縄神社（愛媛県松山市） - 伊予系
- 井手神社（愛媛県松山市）  - 伊予系
- 浮嶋神社（愛媛県東温市） - 伊予系
- 鉾持神社（長野県伊那市） - 伊豆系
- 和泉神社（滋賀県長浜市） - 伊豆系